# Stéphane Ruffier
Stéphane Ruffier, född 27 september 1986 i Bayonne, Frankrike, är en fransk fotbollsmålvakt. Han spelar även för Frankrikes fotbollslandslag.

## Karriär
I juli 2011 värvades Ruffier av Saint-Étienne, där han skrev på ett fyraårskontrakt. Den 7 augusti 2011 debuterade Ruffier för Saint-Étienne i en 2–1-bortvinst över Bordeaux. I september 2014 skrev Ruffier på ett nytt kontrakt med Saint-Étienne fram till 2018.
Under andra halvan av säsongen 2019/2020 hamnade Ruffier i en konflikt med tränaren Claude Puel över att ha blivit ersatt i startelvan av Jessy Moulin. I augusti 2020 meddelade Puel att Ruffier inte var en del av Saint-Étiennes trupp för säsongen 2020/2021. Den 4 januari 2021 meddelade Saint-Étienne att de brutet Ruffiers kontrakt. Totalt spelade han 383 matcher under sin tid i Saint-Étienne.